# 존 코널리 (작가)

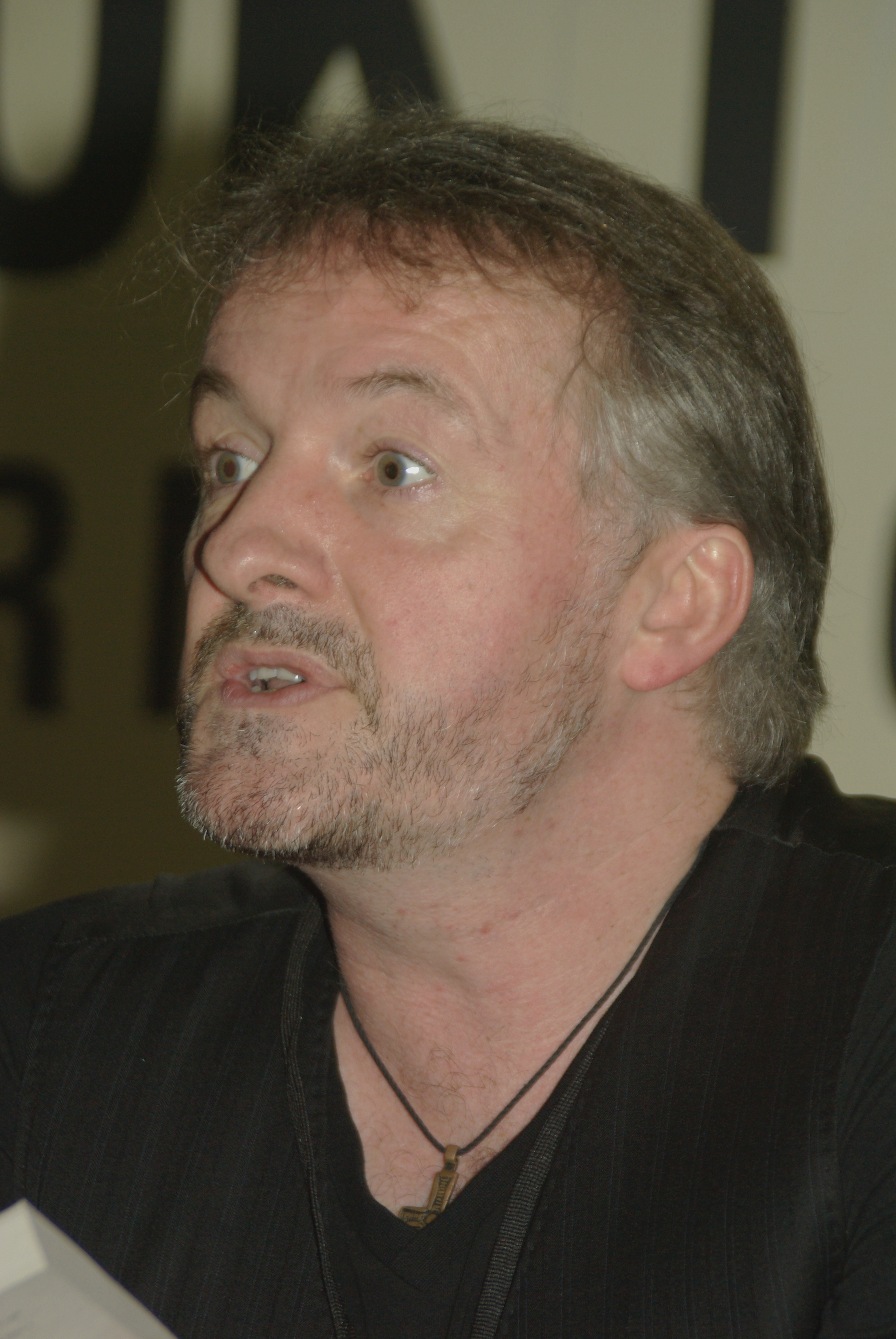

존 코널리(영어: John Connolly, 1968년 5월 31일 ~ )는 사립 탐정 찰리 파커 시리즈로 잘 알려진 아일랜드의 작가이다.

## 생애와 작품
그의 첫 번째 소설, 모든 죽은 것은, 중요한 갈채를 받았다. 그것은 최고의 첫 번째 소설 브람 스토커 상 후보 및 최고 최초의 사립 탐정 소설 (그가 이외의 첫 번째 저자를 위해 2000년 미국 셰이 머스 상 우승)가 수상 가지고 있다. 코널리의 데뷔는 안티 - 영웅 찰리 파커, 그의 아내와 딸이의 살인범을 쫓는 전직 경찰을 독자들에게 소개했다. 코널리 이후 인기 파커 시리즈와 비 파커 스릴러뿐만 아니라, 나중에 먼저 출간와 범죄 장르, 유령 이야기의 선집, 그리고 어린 소년의 사교계 데뷔에 대한 소설 이외에 추가로 도서를 작성했다. 2차 세계 대전 중에 영국 판타지 영역을 통해 - 나이 여행. 그의 작품 중 일부는 영화 adaptations은 현재 개발되며 고객에게 나타날 수있는 최초의 부분적으로 단편 "새 딸을 ', 그리고 별이 케빈 코스트너와 바나의 Baquero를 기반으로 한다. 코널리는 그 도서의 출시를 홍보하기 위해 투어한 것으로 알려져 있다. 2007년, 코널리는 Unquiet을 추진 아일랜드, 영국, 미국, 호주, 뉴질랜드, 홍콩, 대만의 서점 외관을 만들었다.
풀타임 소설가가 되기 전에, 코널리는 기자, 바텐더, 지방 정부 관계자, 웨이터와 런던의 해로드 백화점에서 심부름꾼으로 일했다. B.A.과 졸업 후 영어 트리니티 대학, 더블린 시립 대학에서 저널리즘의 MA에서, 그는 아일랜드 타임즈 신문의 프리랜서 기자로 일하고 5년 동안. 그는 신속하게 직업과 좌절되었고, 그의 여가 시간에 모든 죽은 것을 쓰기 시작했다. 코널리는 다른 설립 저자와 인터뷰했다. 가장 유명한 어느 신문에 기사를 썼다.
코널리의 소설은 범죄 장르에 속하는지만, 그의 이야기는 초자연적인 것과 함께 점점 물들어 가고 있다. 파커 도서에서 블랙 엔젤은 파커가 그의 살해된 아내와 딸이의 유령이 출몰하는 (여부를 실제 또는 상상) 누락, 뉴욕 창녀에 대한 그의 검색이 타락한 천사의 전설에 연결되어있는 동안. 심령과 함께 그의 소설의 각 포틀랜드, 메인의 설정, 스티븐 킹의 작품 비교를 초대한다. 그것이 그가 연민, 도덕성, 배상과 구원의 문제를 탐구할 수 있지 통해 최고의 매체를 보였다 때문에 코놀리는 미국 범죄 소설의 전통에 그린되었다. 그는 영향으로 베테랑 작가 로스 맥도날드, 제임스 리 버크와 에드 사님을 신용, 그리고 종종 산문의 풍부하고 내성적인 스타일로 작성 호평이다.
찰리 파커 시리즈 놈들,에서 8 번째 책은 2008년 출판되었다. 그것은 이야기가 전투에 파커의 가까운 친구와 동맹의 관점에서 얘기한다는 점에서 이전 도서와는 다른, 루이스와 천사. 루이와 천사는 그의 유머 때로는 코믹 릴리프의 소스 아르 가능성이 몇 있다. 루이스 청부 살인자했지만 지금은 잠정 은퇴한 것으로 보인다. 사람 , 큰 흑인 남자이며 천사가 작은 백인과 전 도둑이다. 그들은 파커의 도움과 그의 원수의 전문적인 보호가 필요에 있을 때 자신을 드러내는 그의 유일한 가까운 친구로 찰리 파커 책 전반에 걸쳐 나타난다.
무언의 속삭임이라는 아홉째 파커의 소설은, 2010년 출판되었다. 10번째, The Burning Soul,는 2011년에 출판되었다.

## 도서 목록

### Charlie Parker series
- 모든 죽은 것, 1999
- Dark Hollow, 2000
- The Killing Kind, 2001
- The White Road, 2002
- Nocturnes, his collection of short stories, 2004
- The Black Angel, 2005
- The Unquiet, 2007
- The Reapers, May 2008
- The Lovers, 2009
- 무언의 속삭임, 2010
- The Burning Soul, 2011

### 다른 소설들
- Bad Men, 2003 (코널리의 처음으로 홀로서기한 범죄 소설)
- 잃어버린들의 책, 2006 (코널리의 첫 번째 비미스터리 소설)
- The Gates, 2009
- The Infernals, 2011 (Sequel to The Gates) Hell's Bells 영국판

## 수상
- 1999 브람 스토커 상 (첫 소설) '모든 죽은 것'[1]
- 2000 배리 수상 (최고의 영국 범죄 소설) '모든 죽은 것'[2]
- 2000 셰이머스 수상 (최고의 우선 PI 소설) '모든 죽은 것'[3]
- '다크 빈'[2] 2001 배리 수상 (최우수 영국 범죄 소설)
- 2002 배리 수상 (최우수 영국 범죄 소설), '죽음의 종류'[2]
- 2003년 배리 상 (영국 최고의 범죄 소설)에 대한  하얀 길 [2]
- 2005 CWA 단편의 대거 수상, "미스 Froom 뱀파이어 '[4]
- '잃어버린 것들의 책 2007 Huges & Huges 올해 아일랜드 소설'[5]